# Cookham Lock

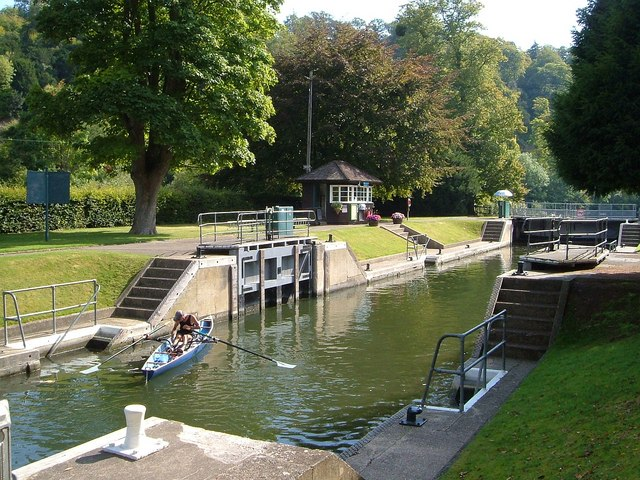
Das Cookham Lock

Das Cookham Lock ist eine Schleuse in der Themse nahe Cookham in Berkshire. Sie liegt in einem der vier Arme des Flusses an dieser Stelle. Auf der einen Seite ist die Sashes Island und auf der anderen Seite die Mill Island Teil der Formosa Island, der größten Insel in der Themse im nicht von den Gezeiten beeinflussten Flussabschnitt.
Es gibt mehrere Wehre an dieser Stelle. Das Hedsor Wehr verläuft seit 1837 über die alte Schifffahrtsroute. Es gibt ein unteres Wehr und das Odney Wehr an der Formosa Island.

## Geschichte
Die ursprüngliche Schifffahrtsstrecke verlief über das Hedsor Water und das einzige Wehr war mit der Mühle verbunden. Nach dem Bau des Marlow Lock 1773 gab es Probleme durch einen zu niedrigen Wasserstand flussaufwärts und es gab den Vorschlag, eine Sperre bei Cookham einzurichten, um das Wasser zurückzuhalten. 1794 galt der Abschnitt als einer der gefährlichsten auf der Themse da Kalksteinbrocken in den Fluss fielen. Pläne für eine Schleuse und einen Kanaldurchstich wurden 1807 gemacht, aber sieben Jahre später beschwerte sich die City of London, dass noch nichts geschehen sei. 1826 lief ein Lastkahn mit Steinen für Westminster auf Grund, drehte sich im Kanal und brach entzwei. Die Ladung im Wert von 40 £ ging verloren. Letztendlich wurde 1829 ein Durchstich beschlossen, der durch die nördlichste der Inseln Sashes Island gehen sollte. Ein Teil des Durchstichs wurde vom vorhandenen Sashes Stream gebildet und eine kleine Insel im unteren Teil des Durchstichs wurde beseitigt. Die Schleuse eröffnete am 1. November 1830, aber es wurde zu dieser Zeit kein Wehr gebaut. Die Schleuse und der Durchstich kosteten 8.400 £. Die Schleuse überwand einen Höhenunterschied von etwa 0,6 m.
1832 klagte George Irby, 3. Baron Boston der Besitzer des nahen Hedsor House wegen Entschädigung für den Verlust an Leinpfadrechten am Hedsor Water, wobei ihm Recht gegeben wurde. 1837 wurde ein Wehr für notwendig befunden und dieses wurde für 650 £ gebaut. Das Wehr verdoppelte den Höhenunterschied für die Schleuse auf rund 1,2 m. Der Bau führte zu weiteren Klagen von Lord Boston, da der Anlegeplatz, den er besaß nicht mehr nutzbar war. Diesmal wurde ihm als Entschädigung lediglich der Bau einer Stauschleuse im Wehr gewährt. Diese Schleuse wurde entfernt, als das Wehr 1869 erneuert wurde, da Lord Boston inzwischen Aalreusen im Fluss angelegt hatte.
Die Schleuse wurde 1957 erneuert.

## Der Fluss oberhalb der Schleuse
Nach der Schleuse überquert die Cookham Bridge den Fluss. Aus Buckinghamshire kommend mündet der River Wye in die Themse. Die Bourne End Railway Bridge, an die eine Fußgängerbrücke angebracht ist, überquert danach den Fluss. Auf der Berkshireseite des Flusses liegt die Gibraltar Islands. Die Marlow By-pass Bridge überquert den Fluss kurz vor dem Marlow Lock.
Der Themsepfad verläuft durch Cookham und nicht an der Schleuse. Von der Cookham Bridge verläuft er auf der südlichen Seite des Flusses bis zur Bourne End Railway Bridge, die er auf der Fußgängerbrücke überquert und auf dem nördlichen Ufer bis Marlow weiterverläuft.